# Frauenministerium
Frauenministerium (auch Ministerium für Frauenangelegenheiten) oder Gleichstellungsministerium (auch Gleichberechtigungsministerium) nennt man ein Ministerium, das sich speziell um die Anliegen der Frauenrechte und/oder der Gleichstellung der Geschlechter kümmert. Sonst befindet sich das Portefeuille der Frauenfragen meist an einem allgemeinen Familienministerium oder Sozialministerium.

## Liste
seit: Behörde besteht so seit / gegr.: eigenständiges Portefeuille geschaffen
Leiter: Titel des Amtes, allfällig Link auf eine Liste (Spalte sortiert nach Amts- und Ressortbezeichnung)
Stand: 6/2012
| Land                   | Behörde                                                                        | kurz      | seit      | Portefeuilles und Anmerkungen                                                                           | gegr.                     | Leiter |
| ---------------------- | ------------------------------------------------------------------------------ | --------- | --------- | --- | ------------------------- | --- |
| Dänemark               | Ministeriet for Børn, Ligestilling, Integration og Sociale Forhold             |           | 2014      | Kinder, Gleichstellung, Integration und Soziales                                                        | ?                         | Minister for Børn, Ligestilling, Integration og Sociale Forhold                                                         |
| Deutschland            | Bundesministerium für Bildung, Familie, Senioren, Frauen und Jugend            | BMBFSFJ   | 1994      | Familie, Senioren, Frauen und Jugend                                                                    | 1986 (Frauen)             | Bundesminister für Frauen                                                                                               |
| Mecklenburg-Vorpommern | Ministerium für Arbeit, Gleichstellung und Soziales                            | SM        | 2011      | Arbeit, Gleichstellung und Soziales,                                                                    | 2011 (Gleichstellung)     | Minister für Gleichstellung                                                                                             |
| Niedersachsen          | Ministerium für Soziales, Frauen, Familie, Gesundheit und Integration          | MS        | 2010      | Soziales, Frauen, Familie, Gesundheit und Integration                                                   | ?                         | Minister für Frauen |
| Nordrhein-Westfalen    | Ministerium für Gesundheit, Emanzipation, Pflege und Alter                     | MGEPA NRW | ?         | Gesundheit, Emanzipation, Pflege und Alter                                                              | ?                         | Minister für Emanzipation                                                                                               |
| Frankreich             | Ministère des Droits des femmes                                                | –         | 2012      | Frauenrechte                                                                                            | 1974 (Condition féminine) | Ministre des Droits des femmes                                                                                          |
| Gambia                 | –                                                                              | –         | 2000      | Frauenangelegenheiten; Amt des Vizepräsidenten, mit National Women’s Council and Bureau                 | 2000                      | Minister of Women's Affairs                                                                                             |
| Haiti                  | Ministre à la Condition Féminine et aux Droits des Femmes                      | MCFDF     | 2012 (?)  | Frauenangelegenheiten und -rechte                                                                       | 2012 (?)                  | Ministre à la Condition Féminine et aux Droits des Femmes                                                               |
| Japan                  | –                                                                              | –         | 2007      | Geschlechtergleichstellung; Minister beim Kabinettsbüro für besondere Aufgaben, mit wechselnden Agenden | 2001                      | 内閣府特命担当大臣(男女共同参画担当) Naikaku-fu tokumei tantō daijin (danjo kyōdō sankaku) / Danjo kyōdō sankaku daijin |
| Malaysia               | Kementerian Pembangunan Wanita, Keluarga dan Masyarakat                        | KPWKM     | ?         | Frauen, Familie und Stadtentwicklung                                                                    | ?                         | |
| Namibia                | Ministry of Gender Equality and Child Welfare                                  | MGECW     | 1990–2020 | Gleichstellung und Kinderwohlfahrt                                                                      | ?                         | Minister of Gender Equality                                                                                             |
| Norwegen               | Kultur- og likestillingsdepartementet                                          | KUD       | 2019      | Kultur und Gleichstellung                                                                               | 2019                      | Kultur- og likestillingsminister                                                                                        |
| Schweden               | –                                                                              | –         | 2011      | Gleichstellung; Ministeramt am Utbildningsdepartementet (Bildungsministerium)                           | ?                         | Jämställdhetsminister                                                                                                   |
| Slowenien              | Ministrstvo za delo, družino, socialne zadeve in enake možnosti                | MDDSZ     | 2013      | Arbeit, Familie, Soziale Angelegenheiten und Gleichstellung/Integration                                 | 2013                      | Minister za enake možnosti                                                                                              |
| Spanien                | Ministerio de Sanidad, Servicios Sociales e Igualdad                           | MSSSI     | ?         | Gesundheit, Sozialleistungen und Gleichstellung                                                         | ?                         | Ministro de Igualdad |
| Südkorea               | 여성가족부/女性家族部 Yeoseonggajokbu (Ministry of Gender Equality and Family) | MOGEF     | ?         | Gleichstellung und Familie                                                                              | ?                         | 여성가족부 장관 Yeoseonggajokbu jangwan                                                                                 |
| Südsudan               | Ministry of Gender, Social Welfare and Religious Affairs                       | ?         | ?         | Geschlechter, Wohlfahrt und Religionsangelegenheiten                                                    | ?                         | Minister of Gender |

### Historische Behörden
- Deutschland: 1986 Bundesministerium für Jugend, Familie und Gesundheit umbenannt zu Bundesministerium für Jugend, Familie, Frauen und Gesundheit; 1991 Bundesministerium für Frauen und Jugend
  -  Niedersachsen: Niedersächsisches Ministerium für Soziales, Frauen, Familie und Gesundheit bis 2010
- Gambia: Gambia Department of State For Women’s Affairs (DoSWA)[6]
- Japan: 2001 eingerichtet, 2005 mit Bekämpfung des Geburtenrückgangs (少子化対策 / Shōshika taisaku) gemeinsam; seit 2007 zwei Ministerposten, von derselben Person besetzt
- Kanada:  Québec: Ministère de la Famille, des Aînés et de la Condition féminine / Ministry of Families, Seniors and the Status of Women (Ministerium für Familie, Senioren und Frauenstatus, seit 2011 Ministère de la Famille et des Aînés (MFA)[7])
- Norwegen: 2006 Barne- og familiedepartementet auf Barne- og likestillingsdepartementet umbenannt; 2019: Barne- og likestillingsdepartementet zurück auf Barne- og familiedepartementet
- Österreich: bis 1991 Staatssekretariat, 2000 beim Bundesministerium für soziale Sicherheit und Generationen (Sozialministerium), 2003–2018 Bundesministerium für Gesundheit und Frauen (Gesundheitsministerium)
- Schweden: Integrations- och jämställdhetsdepartementet (Integration und Gleichstellung) bis 2011